# Национальный морской музей (Хайфа)
Национальный морской музей (ивр. המוזיאון הימי הלאומי‎ , HaMuze’on HaYami HaLe’umi) — морской и археологический музей в Хайфе, Израиль.
Национальный морской музей в Хайфе рассказывает историю судоходства в Средиземноморском бассейне и морскую историю Хайфы.
В музее представлено более 5000 лет истории и морской археологии.
В экспозиции представлены макеты древних кораблях, анкеры, морские тараны, и другие археологические находки, такие как золотые монеты, сокровища, которые были найдены в морских раскопок.

## История
Музей был основан в 1953 году на основе частной коллекции его основателя и первого директора Арье Бен-Эли.
В 1972 году музей переехал в свое нынешнее помещение недалеко от северного плацдарма горы Кармель, между монастырем кармелитов и Бат Галим .
Неподалеку находятся Израильский музей нелегальной иммиграция и ВМФ и пещера Илии .
В музее находится Морская мастерская Института морских исследований Леона Реканати при Хайфском университете . Мастерская оказывает профессиональные водолазные и геодезические услуги для полевых исследований, проводимых в институте.
Археологические находки, постоянно выставленные в музее, включают таран морской, бронзового тарана военного корабля II века до нашей эры.

## Деятельность
Музей периодически проводит выставки израильских и зарубежных художников морской тематики, различные мероприятия и мастер- классы для детей.

## Использованная литература
1. ↑  Израильский национальный морской музей, Хайфа - Путеводитель. Израиль в Фотографиях (24 февраля 2019). Дата обращения: 29 мая 2022. Архивировано 3 августа 2021 года.
2. 1 2  The Leon Recanati Institute for Maritime Studies University of Haifa, Israel. Дата обращения: 6 мая 2012. Архивировано из оригинала 27 сентября 2013 года.
3. ↑  Национальный морской музей - Хайфа (ивр.). https://shimur.org. Дата обращения: 29 мая 2022. Архивировано 10 мая 2022 года.